# Butry-sur-Oise
Butry-sur-Oise és un municipi francès, situat al departament de Val-d'Oise i a la regió de Illa de França. L'any 2007 tenia 1.974 habitants.
Forma part del cantó de Saint-Ouen-l'Aumône, del districte de Pontoise i de la Comunitat de comunes Sausseron Impressionnistes.

## Demografia

### Població
El 2007 la població de fet de Butry-sur-Oise era de 1.974 persones. Hi havia 709 famílies, de les quals 112 eren unipersonals (64 homes vivint sols i 48 dones vivint soles), 207 parelles sense fills, 322 parelles amb fills i 68 famílies monoparentals amb fills.
La població ha evolucionat segons el següent gràfic:
Habitants censats

### Habitatges
El 2007 hi havia 781 habitatges, 719 eren l'habitatge principal de la família, 30 eren segones residències i 32 estaven desocupats. 722 eren cases i 58 eren apartaments. Dels 719 habitatges principals, 626 estaven ocupats pels seus propietaris, 85 estaven llogats i ocupats pels llogaters i 8 estaven cedits a títol gratuït; 3 tenien una cambra, 31 en tenien dues, 90 en tenien tres, 185 en tenien quatre i 410 en tenien cinc o més. 617 habitatges disposaven pel capbaix d'una plaça de pàrquing. A 308 habitatges hi havia un automòbil i a 373 n'hi havia dos o més.

### Piràmide de població
La piràmide de població per edats i sexe el 2009 era:
| Homes | Edats   | Dones |
| ----- | ------- | ----- |
| 0     | 95 o +  | 0     |
| 0     | 90 a 94 | 4     |
| 0     | 85 a 89 | 12    |
| 0     | 80 a 84 | 0     |
| 20    | 75 a 79 | 16    |
| 20    | 70 a 74 | 24    |
| 36    | 65 a 69 | 24    |
| 36    | 60 a 64 | 20    |
| 64    | 55 a 59 | 100   |
| 152   | 50 a 54 | 100   |
| 88    | 45 a 49 | 120   |
| 40    | 40 a 44 | 64    |
| 88    | 35 a 39 | 84    |
| 36    | 30 a 34 | 60    |
| 64    | 25 a 29 | 28    |
| 40    | 20 a 24 | 96    |
| 88    | 15 a 19 | 92    |
| 76    | 10 a 14 | 76    |
| 100   | 5 a 9   | 56    |
| 32    | 0 a 4   | 40    |

## Economia
El 2007 la població en edat de treballar era de 1.373 persones, 1.029 eren actives i 344 eren inactives. De les 1.029 persones actives 971 estaven ocupades (524 homes i 447 dones) i 58 estaven aturades (26 homes i 32 dones). De les 344 persones inactives 107 estaven jubilades, 144 estaven estudiant i 93 estaven classificades com a «altres inactius».

### Ingressos
El 2009 a Butry-sur-Oise hi havia 743 unitats fiscals que integraven 2.107 persones, la mediana anual d'ingressos fiscals per persona era de 24.947 €.

### Activitats econòmiques
Dels 55 establiments que hi havia el 2007, 1 era d'una empresa alimentària, 1 d'una empresa de fabricació d'altres productes industrials, 16 d'empreses de construcció, 10 d'empreses de comerç i reparació d'automòbils, 4 d'empreses de transport, 4 d'empreses d'hostatgeria i restauració, 1 d'una empresa d'informació i comunicació, 1 d'una empresa financera, 2 d'empreses immobiliàries, 7 d'empreses de serveis, 4 d'entitats de l'administració pública i 4 d'empreses classificades com a «altres activitats de serveis».
Dels 19 establiments de servei als particulars que hi havia el 2009, 3 eren tallers de reparació d'automòbils i de material agrícola, 3 paletes, 3 fusteries, 4 lampisteries, 3 electricistes, 1 perruqueria i 2 restaurants.
L'únic establiment comercial que hi havia el 2009 era una fleca.
L'any 2000 a Butry-sur-Oise hi havia 4 explotacions agrícoles que ocupaven un total de 168 hectàrees.

## Equipaments sanitaris i escolars
L'únic equipament sanitari que hi havia el 2009 era una farmàcia.
El 2009 hi havia 1 escola maternal i 2 escoles elementals.

## Poblacions més properes
El següent diagrama mostra les poblacions més properes.